# Bomboniera
La bomboniera (contenitore di "bon-bon") è un tipo di oggetto augurale, in genere contenente confetti, che tradizionalmente si regala in occasioni importanti e ai convenuti presenti ad una cerimonia festosa o celebrativa.

## Impieghi tradizionali
La bomboniera è il regalo proverbiale degli sposi in occasione del matrimonio (o ricorrenze di questo, come ad esempio anniversario di nozze d'argento (25 anni di matrimonio) e nozze d'oro (50 anni di matrimonio), ma a seconda delle regioni e delle aree culturali è d'uso anche per la prima comunione, il battesimo, la cresima.
Nel tempo l'uso delle bomboniere si è esteso anche ad altri anniversari come il trentesimo, il quarantesimo di matrimonio, e ad altre cerimonie per festeggiare ad esempio il conseguimento del diploma, della laurea o anche per compleanni e promesse di matrimonio.

## Materiali
I materiali più usati per la bomboniera sono l'argento, il cristallo, la ceramica la porcellana il vetro semplice o decorato. Per la porcellana è nota quella di Capodimonte.

## Oggettistica
Si usano anche oggetti utili che possano essere usati come complementi di arredo (ad esempio piccoli soprammobili) orologi, svuota tasche e simili. Oppure vasi o centrotavola in vetro decorato a mano.

## Bomboniere Gastronomiche
Negli ultimi anni si è diffuso anche l'uso di regalare bomboniere commestibili, che rappresentano un regalo di tipo utile rispetto ai soprammobili e più originale rispetto ai confetti.
Le bomboniere gastronomiche possono essere composte da bottiglie mignon di vino, distillati, liquori o olio di oliva, oppure mini confezioni di cibo quali cioccolatini, biscotti, miele, marmellate, caffè o tè, spezie e quant'altro, eventualmente anche in forma di cesto.
Per una maggiore personalizzazione, le bomboniere matrimonio gastronomiche possono essere customizzate con i nomi dei festeggiati e con altre decorazioni uniche. Possono rappresentare i gusti tipici di una regione o di un paese, rendendo ogni bomboniera un omaggio speciale alle tradizioni culinarie locali. Inoltre, queste bomboniere possono essere realizzate mediante fai da te, un'opzione che non solo è più economica rispetto all'acquisto di decine o centinaia di regali pronti, ma aggiunge anche un tocco personale e intimo. Recentemente, sempre più coppie scelgono di creare bomboniere matrimonio fatte a mano, utilizzando ingredienti locali e sostenibili, per offrire ai loro ospiti un ricordo davvero speciale e autentico.

## Confezionamento e significati
Le bomboniere sono in genere confezionate con sacchetti, tulle o nastri contenenti confetti in quantità dispari: per tradizione dovrebbero essere 5 o più in base alle usanze del luogo. 
Secondo una tradizione diffusa, il significato dei cinque confetti è il seguente: le mandorle hanno un sapore agrodolce, che rappresenta la vita. La copertura di zucchero è aggiunta nell'auspicio di una vita più dolce che amara degli sposi.
Le cinque mandorle significano: salute, ricchezza, felicità, fertilità, longevità.

## Colore dei confetti e della confezione
Il colore dei confetti dipende dal tipo di cerimonia.
Per i battesimi la confezione è in genere monocolore, compresi i confetti (rosa o azzurri); per la comunione si usa il bianco come pure per la cresima, mentre per il matrimonio, pur rimanendo tradizionalmente il confetto di colore bianco, la confezione può essere dei colori più disparati; per le celebrazioni della laurea si è soliti usare il colore rosso, mentre il colore associato al raggiungimento della maggiore età (18 anni) è il verde.

## Biglietto
Le bomboniere contengono un cartoncino stampato con i dati della cerimonia (nome o nomi dei festeggiati, data della cerimonia, altri dati eventualmente richiesti). 
Il cartoncino viene scelto in base al tipo di cerimonia. Ad esempio quelli per bambini possono recare sul fronte disegni a carattere infantile, quelli per la prima comunione recano il disegno di un calice con l'ostia, quelli per la cresima il disegno della mitria e del Vangelo, quelli del matrimonio il disegno di una coppia di sposi o una coppia di fedi ecc.

## Galleria d'immagini

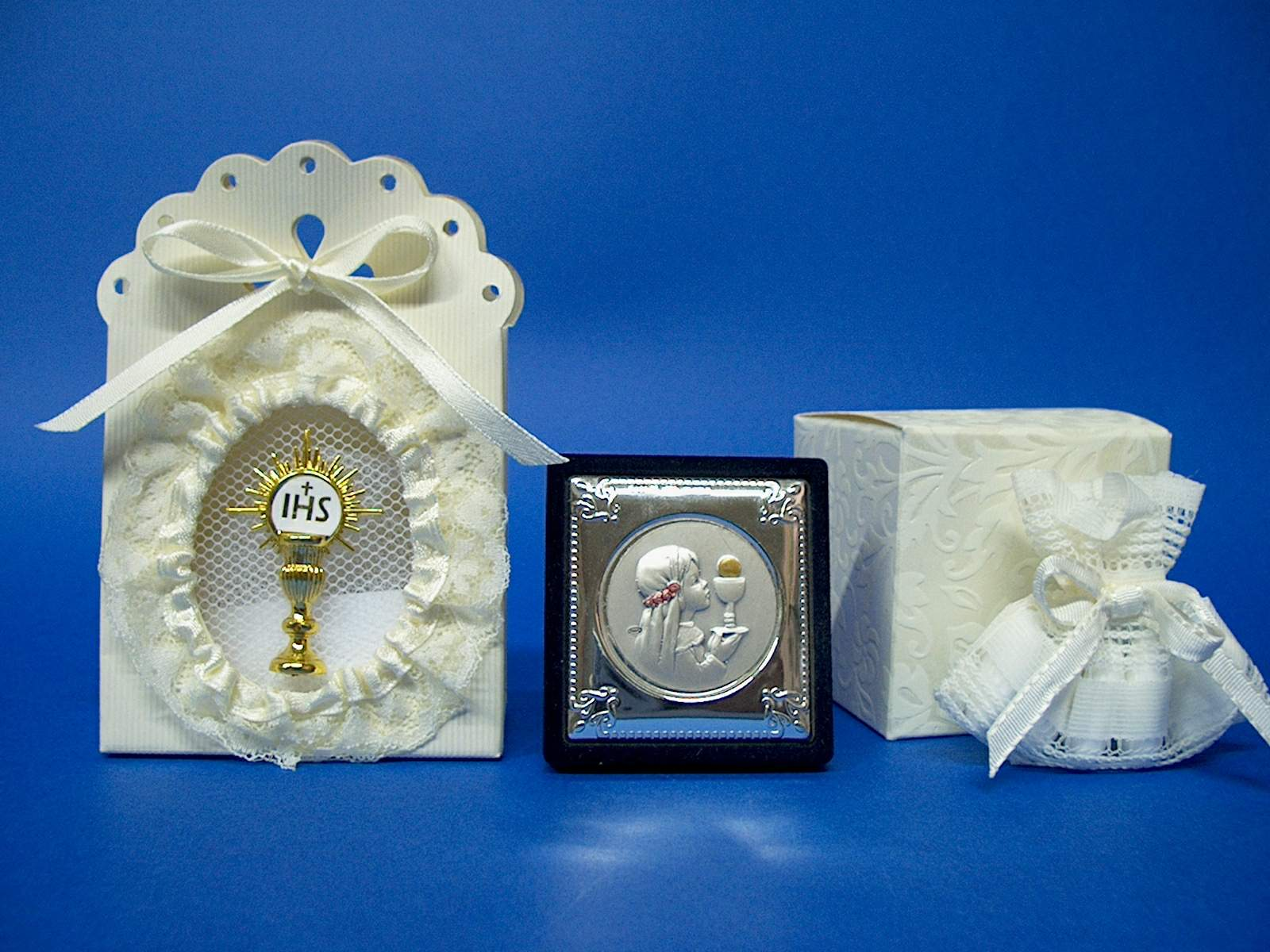
Esempio di bomboniere e sacchettino per Prima Comunione.
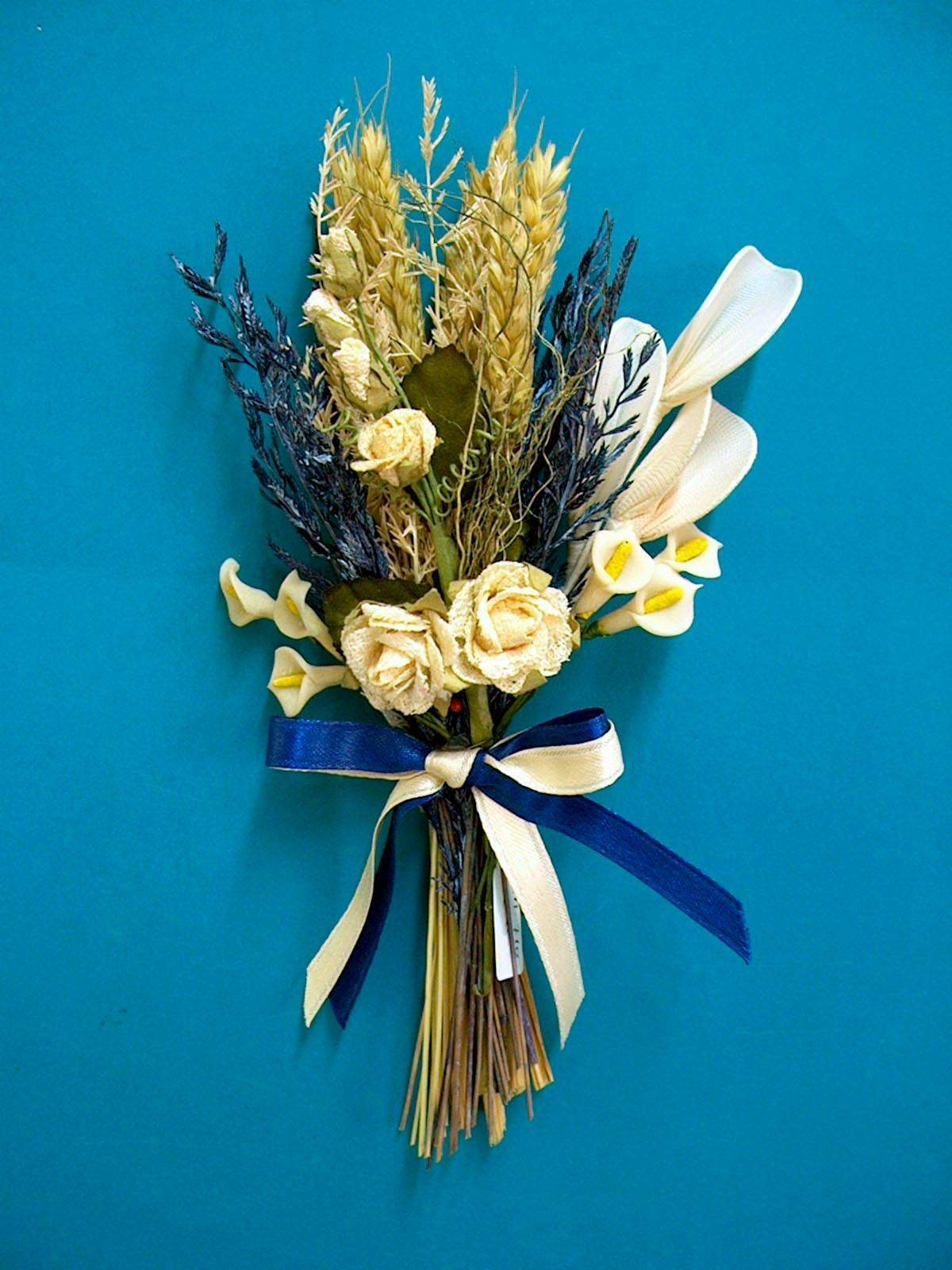
Sacchettino realizzato con fiori essiccati, legati con nastri di vario colore e contenente racchettine per i confetti.
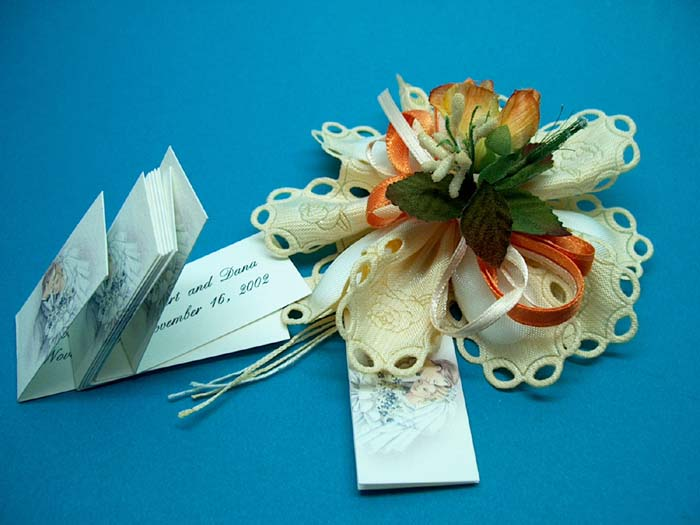
SACCHETTINO realizzato con nastro portaconfetti.
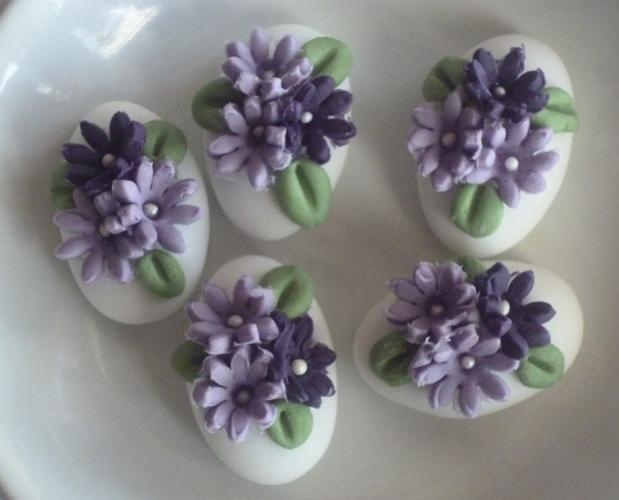
Confetti decorati per Bomboniera realizzati a mano.
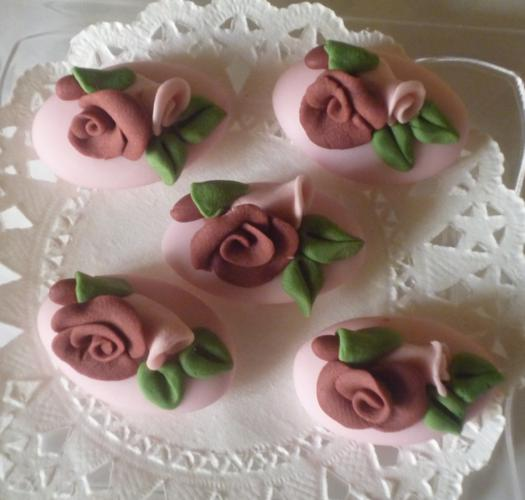
Confetti decorati per Bomboniera realizzati a mano.
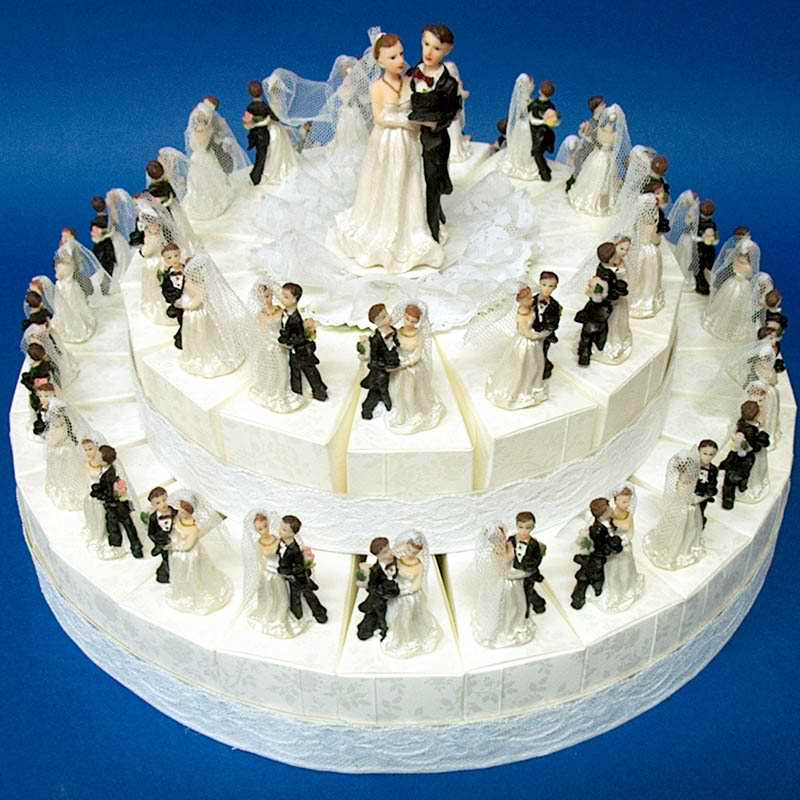
Torta con 40 scatoline di cartoncino (fette) e applicazione di statuine di sposi.